# محور طما
جسر محور طما العلوي (أو كوبري طما الواقع على نهر النيل ) هو جسر في مدينة طما، سوهاج ويربط غرب النيل بشرق النيل. 

## المواصفات
محور كوبرى طما بطول 6.6 كيلو متر، وعرض 21 مترًا، ويربط المحور الطريق الصحراوى الشرقي والطريق الزراعى الشرقي، وحتى الطريق الصحراوي الغربي بطول 40 كم وبعرض 21 مترًا، مرورًا بمركز البدارى بمحافظة أسيوط وتبلغ تكلفة المراحل الثلاث 1.55 مليار جنيه (99,046,596 دولار أمريكي).
مكون من 3 مراحل:
- المرحلة الأولى تضم 6 كبارى و 8 أنفاق وكوبرى على النيل طوله 1.1 كم ويبلغ طول المرحلة الأولى 6.8 كم.
- المرحلة الثانية من شرق كوبرى المنيب إلى الطريق الزراعى الشرقى ومن غرب السكة الحديد إلى كم 1000+1 .
- المرحلة الثالثة من كيلو متر 1000+1 إلى الطريق الصحراوى الغربي.

## أهداف إنشاءه
المحور سيساهم في ربط شبكة الطرق من الطريق الصحراوى الشرقى وحتى الطريق الصحراوى الغربى بطول 40 كم ، وتنمية حركة السياحة الدينية بالمنطقة حيث يوجد العديد من المساجد والكنائس والأماكن الاثرية بالمنطقة، وخلق مجتمعات عمرانية جديدة واتاحة فرص عمل جديدة.